# Solar Anomalous and Magnetospheric Particle Explorer
Solar Anomalous and Magnetospheric Particle Explorer (SAMPEX) es un satélite artificial de la NASA lanzado el 3 de julio de 1992 y diseñado para estudiar la energía, composición y carga de cuatro tipos diferentes de partículas provenientes de más allá de la Tierra:
- Rayos cósmicos galácticos (originados en supernovas dentro de la Vía Láctea)
- Rayos cósmicos anómalos (producidos en el gas interestelar que rodea al sistema solar)
- Partículas energéticas solares
- Electrones magnetosféricos (partículas del viento solar atrapadas por el campo magnético terrestre)

SAMPEX es la primera misión del programa Small Explorer de la NASA. Sus observaciones van dirigidas a proporcionar nuevos datos sobre la abundancia cósmica de elementos y sus isótopos, la composición del gas interestelar local, la composición solar y los mecanismos responsables del calentamiento de la atmósfera solar, y la transferencia de energía mediante electrones a las capas altas de la atmósfera terrestre.

## Sistemas
El satélite mantiene su posición gracias a sus sensores solares y estelares y a un magnetómetro. La alimentación eléctrica la proporcionaban dos paneles solares desplegables constituidos por células solares de arseniuro de galio, produciendo un total de 102 vatios de potencia media. Para los momentos de eclipse el satélite lleva un par de baterías de níquel-cadmio con una capacidad de 9 amperios-hora. El control térmico se produce de manera pasiva. Las comunicaciones tienen lugar a través de dos antenas omnidireccionales alimentadas por transpondedores de 5 vatios que transmitían en banda S.

## Instrumentos
- HILT (Heavy Ion Large Area Proportional Counter Telescope): mide la energía de los iones pesados en el rango de 8 a 220 MeV/nucleón para el oxígeno.
- LEICA (Low Energy Ion Composition Analyzer): mide iones magnetosféricos y solares en el rango de 0,5 a 5 MeV
- MAST (Mass Spectrometer Telescope): mide la composición isotópica de elementos desde el litio al níquel en el rango de 10 MeV a varios cientos de MeV.
- PET (Proton/Electron Telescope): complementa a MAST midiendo el espectro de energía y la composición relativa de protones en el rango de 18 a 250 MeV y de núcleos de helio en el de 18 to 350 MeV/núcleo. También mide el espectro energético de las erupciones solares y de electrones de entre 0,4 a 30 MeV.

## Especificaciones
- Perigeo: 520 km
- Apogeo: 670 km
- Inclinación orbital: 82 grados
- Longitud: 1,5 m
- Diámetro máximo: 0,86 m
- Masa: 158 kg